# Saline (Luizjana)
Saline – wieś w Stanach Zjednoczonych, w stanie Luizjana, w parafii Bienville.